# یوناتان دبروسلاو چیپکا
یوناتان دبروسلاو چیپکا (انگلیسی: Jonatán Dobroslav Čipka؛ زادهٔ) کشیش، نویسنده و شاعر اهل اسلواکی است.